# Descolonització portuguesa d'Àfrica

Períodes de la independència dels estats africans

La independència de les colònies portugueses a Àfrica començà al 1973 amb la declaració unilateral de la República de Guinea Bissau, que fou reconeguda per la comunitat internacional, però no per la potència colonitzadora. Les altres colònies portugueses aconseguiren la independència al 1975, en el context de la Revolució dels Clavells, i s'acabà així l'Imperi portugués.(1)(2)
La descolonització va generar un moviment migratori que encabí a Portugal prop de 700.000 persones designades com "retornades".(3)(4)(5)